# Jerusalem (Ohio)
Jerusalem ist ein Dorf im Monroe County (Ohio) in US-Bundesstaat Ohio in den Vereinigten Staaten. Das U.S. Census Bureau hat bei der Volkszählung 2020 eine Einwohnerzahl von 121 ermittelt.

## Geographie
Der Ort hat eine Gesamtfläche von 0,24 km².

## Demografie
Zum Zeitpunkt der Volkszählung im Jahr 2010 lebten 161 Personen, 70 Haushalte und 46 Familien im Ort.
Es gab 70 Haushalte, in denen 25,7 % Kinder unter 18 Jahren lebten, 40,0 % waren zusammenlebende Ehepaare, 22,9 % hatten einen weiblichen Haushaltsvorstand ohne Ehemann, 2,9 % einen männlichen Haushaltsvorstand ohne Ehefrau und 34,3 % waren Nicht-Familien. 28,6 % aller Haushalte bestanden aus Einzelpersonen, und in 10 % der Haushalte lebte eine alleinstehende Person im Alter von 65 Jahren oder älter. Die durchschnittliche Haushaltsgröße lag bei 2,30 und die durchschnittliche Familiengröße bei 2,63.
Das Durchschnittsalter im Dorf lag bei 43,8 Jahren. 21,7 % der Einwohner waren unter 18 Jahre alt; 9,5 % waren zwischen 18 und 24 Jahre alt; 22,9 % waren zwischen 25 und 44 Jahre alt; 23 % waren zwischen 45 und 64 Jahre alt; und 23 % waren 65 Jahre alt oder älter. Die Geschlechterverteilung in der Gemeinde betrug 51,6 % Männer und 48,4 % Frauen.

### Volkszählung 2000
Es gab 69 Haushalte, in denen 23,2 % Kinder unter 18 Jahren lebten, 55,1 % waren zusammenlebende Ehepaare, 13,0 % hatten einen weiblichen Haushaltsvorstand ohne Ehemann und 30,4 % waren Nicht-Familien. 27,5 % aller Haushalte bestanden aus Einzelpersonen, und in 17,4 % lebte eine alleinstehende Person, die 65 Jahre oder älter war. Die durchschnittliche Haushaltsgröße lag bei 2,20 und die durchschnittliche Familiengröße bei 2,67.
Die Bevölkerung des Dorfes ist breit gestreut: 17,8 % sind unter 18 Jahre alt, 5,3 % sind zwischen 18 und 24 Jahre alt, 28,9 % sind zwischen 25 und 44 Jahre alt, 27,0 % sind zwischen 45 und 64 Jahre alt und 21,1 % sind 65 Jahre alt oder älter. Der Altersmedian lag bei 44 Jahren. Auf 100 weibliche Personen kamen 87,7 männliche Personen. Auf 100 Frauen im Alter von 18 Jahren und älter kamen 81,2 Männer.
Das Medianeinkommen für einen Haushalt in der Gemeinde betrug 28.000 $, das Medianeinkommen für eine Familie 33.611 $. Das Medianeinkommen der Männer lag bei 22.917 $, das der Frauen bei 16.250 $. Das Pro-Kopf-Einkommen für das Dorf betrug 12.873 $. Etwa 9,6 % der Familien und 13,5 % der Bevölkerung lebten unterhalb der Armutsgrenze, darunter 25,6 % der unter 18-Jährigen und 5,1 % der über 65-Jährigen.

## Bildung
Jerusalem wird von der Monroe County District Library betreut, die ihren Verwaltungssitz in Woodsfield (Ohio) hat.

## Einzelbelege
1. ↑  https://www.census.gov/geo/www/gazetteer/files/Gaz_places_national
2. ↑  https://www.census.gov, abgerufen am 6. Januar 2013